# Sankt Augustin
Sankt Augustin is een stad en gemeente in de Duitse deelstaat Noordrijn-Westfalen, gelegen in de Rhein-Sieg-Kreis. De gemeente telt 55.590 inwoners (31 december 2020) op een oppervlakte van 34,24 km².
Sankt Augustin bestaat uit acht stadsdistricten:
| District           | Inwoners Juli 2007 | Oppervlakte |
| ------------------ | ------------------ | ----------- |
| Birlinghoven       | 1.952              | 3,2 km²     |
| Buisdorf           | 3.275              | 3,5 km²     |
| Hangelar           | 9.195              | 6,7 km²     |
| Meindorf           | 2.929              | 2,1 km²     |
| Menden             | 10.229             | 7,2 km²     |
| Mülldorf           | 9.386              | 2,1 km²     |
| Niederpleis        | 12.315             | 6,9 km²     |
| Sankt Augustin-Ort | 6.556              | 2,6 km²     |

## Afbeeldingen

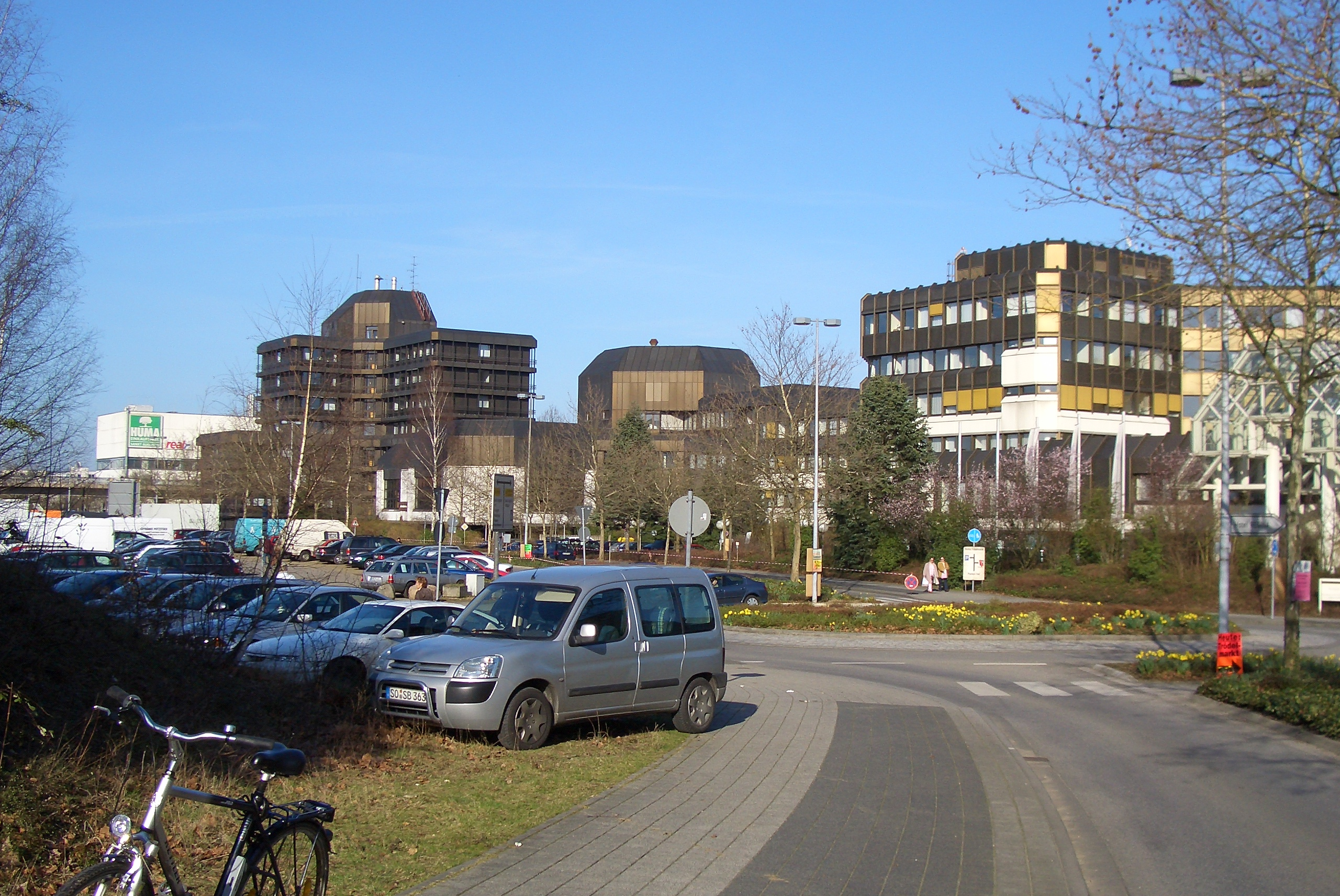
Centrum, 2007
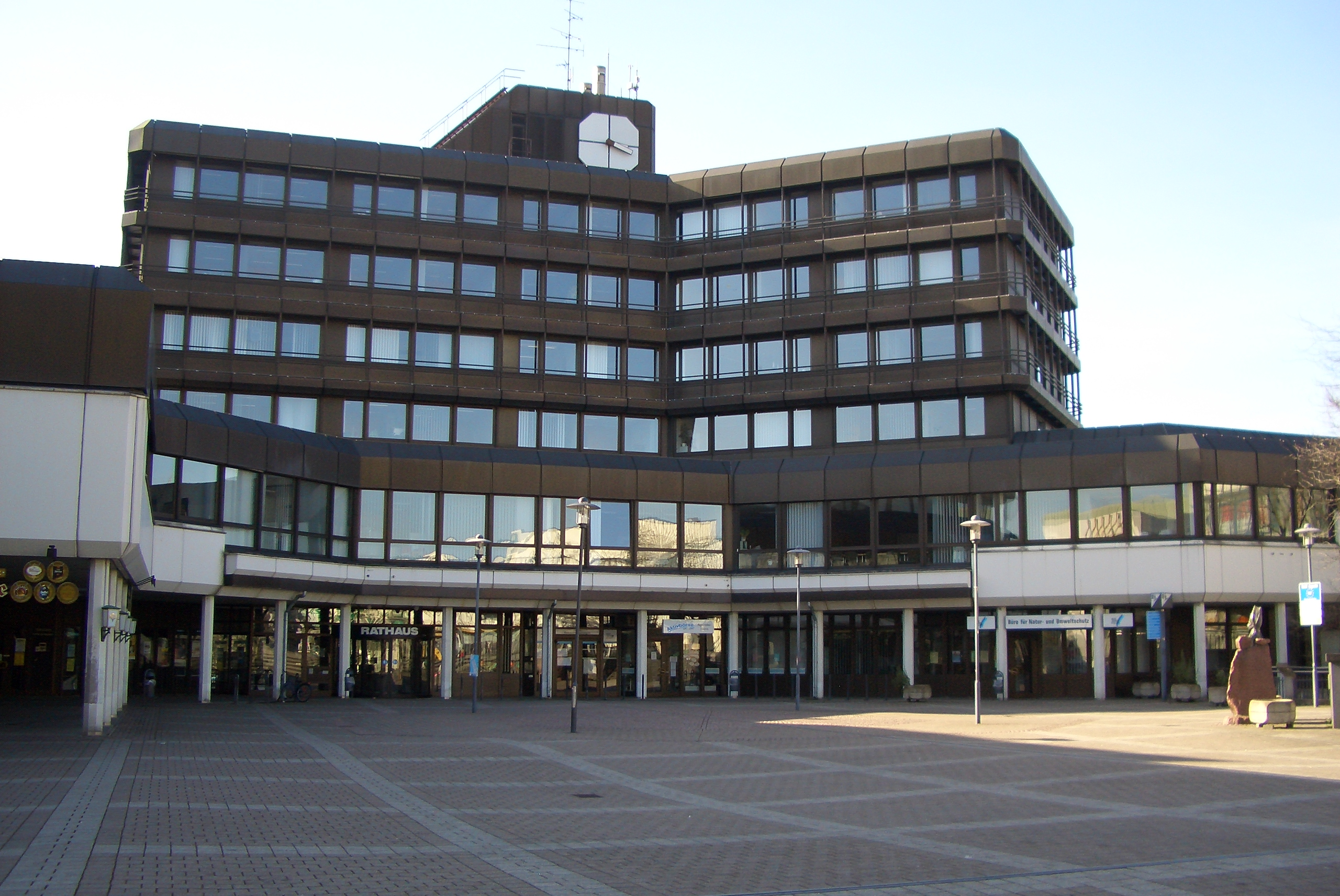
Gemeentehuis

Alfter · Bad Honnef · Bornheim · Eitorf · Hennef · Königswinter · Lohmar · Meckenheim · Much · Neunkirchen-Seelscheid · Niederkassel · Rheinbach · Ruppichteroth · Sankt Augustin · Siegburg · Swisttal · Troisdorf · Wachtberg · Windeck